# Chodes
Chodes é um município da Espanha na província de Saragoça, comunidade autónoma de Aragão. Tem 16 km² de área e em 2021 tinha 100 habitantes (densidade: 6,3 hab./km²).

## Demografia
| Variação demográfica do município entre 1991 e 2004 | Variação demográfica do município entre 1991 e 2004 | Variação demográfica do município entre 1991 e 2004 | Variação demográfica do município entre 1991 e 2004 |
| --------------------------------------------------- | --------------------------------------------------- | --------------------------------------------------- | --------------------------------------------------- |
| 1991                                                | 1996                                                | 2001                                                | 2004                                                |
| 151                                                 | 131                                                 | 117                                                 | 138                                                 |